# Старокостеєво
Старокосте́єво (рос. Старокостеево, башк. Иҫке Кәстәй) — село у складі Бакалинського району Башкортостану, Росія. Адміністративний центр Старокостеєвської сільської ради.
Населення — 430 осіб (2010; 465 у 2002).
Національний склад:
- росіяни — 96 %